# Nieściśliwość
Nieściśliwość (zerowa ściśliwość) – właściwość fizyczna pewnej grupy materiałów, które niezależnie od stanu naprężenia zachowują swoją objętość.
Dla tej grupy materiałów moduł ściśliwości jest równy zero co oznacza, że współczynnik Poissona jest równy 0,5.
W przypadku materiałów nieściśliwych związki konstytutywne (np. prawo Hooke’a) przestają być odwracalne. Oznacza to, że ze znanego stanu odkształcenia nie da się obliczyć stanu naprężenia. Cecha ta jest istotnym utrudnieniem przy modelowaniu materiałów nieściśliwych za pomocą Metody Elementów Skończonych.
Dla części materiałów wykazujących plastyczność, przede wszystkim metali, część plastyczna odkształceń ma cechy nieściśliwości.